# Ipotesi standard in astrodinamica
Per molti problemi di astrodinamica riguardanti due corpi {\displaystyle m_{1}} e {\displaystyle m_{2}} si assumono le seguenti ipotesi standard:
- A1: {\displaystyle m_{1}} e {\displaystyle m_{2}} sono i soli oggetti nell'universo e conseguentemente non subiscono l'influenza di nessun altro corpo,
- A2: Il corpo orbitante ({\displaystyle m_{2}}) è molto più piccolo del corpo centrale ({\displaystyle m_{1}}), quindi:

{\displaystyle {m_{2} \over {m_{1}}}\ll 1}
Risultati:
- A3: Come risultato della disparità di massa tra {\displaystyle m_{1}} e {\displaystyle m_{2}} la costante gravitazionale planetaria ({\displaystyle \mu }) include solo la massa del corpo centrale, quindi:

{\displaystyle \mu =G{m_{1}}\simeq {G}(m_{1}+m_{2})}
dove {\displaystyle G} è la costante gravitazionale.
- A4: L'orbita del corpo orbitante non è perturbata, quindi le uniche orbite che gli sono permesse sono circolari, ellittiche, paraboliche e iperboliche.
- A5: Un fuoco dell'orbita dell'oggetto orbitante coincide con il centro del corpo centrale.

Il centro del corpo centrale può essere preso come origine di un sistema di riferimento inerziale per l'oggetto orbitante.

## Esempi in cui queste ipotesi non valgono
- A1:
  - Sebbene la velocità di fuga sia definita come la velocità necessaria a un corpo orbitante inerziale per arrivare all'infinito con velocità uguale a zero, in molti casi non è così. Ad esempio anche se un veicolo spaziale è lanciato con la velocità di fuga rispetto alla Terra non arriverà all'infinito (ad esempio uscendo dal sistema solare) perché sarà attratto dalla gravità del Sole.
  - Non vale se si considera un razzo a cui è applicata una spinta (quella del motore)
  - Non vale nemmeno in presenza di resistenza atmosferica
- A2:
  - Non vale in un sistema con stella binaria

## Due corpi orbitanti insieme
Se A2 non è soddisfatta, molti risultati possono continuare a valere con piccole modifiche, secondo il problema dei due corpi.